# I'll Keep It with Mine
„I'll Keep It with Mine“ je píseň amerického písničkáře Boba Dylana, který ji napsal v roce 1964. Dylan ji napsal pro německou zpěvačku Nico, která ji v roce 1967 vydala na svém debutovém albu Chelsea Girl. Její první verzi nahrála v roce 1965 zpěvačka Judy Collins. Mezi další interprety, kteří píseň nahráli, patří například zpěvačka Marianne Faithfull nebo skupiny Fairport Convention a Bettie Serveert. Sám Dylan ji nevydal na žádném řadovém albu; jeho verze vyšla až v roce 1991 na kompilaci The Bootleg Series Volumes 1–3 (Rare & Unreleased) 1961–1991.
česká coververze
Pod názvem „Barvám“ s textem Oskara Petra ji v roce 1978 nazpívala skupina Marsyas